# أوميت كوركماز
أوميت كوركماز (بالألمانية: Ümit Korkmaz)، من مواليد 17 سبتمبر 1985 في فيينا في النمسا ، لاعب كرة قدم نمساوي.
يلعب مع نادي إينتراخت فرانكفورت الألماني منذ عام 2008.
بدأ باللعب مع منتخب النمسا لكرة القدم في عام 2008.

## روابط خارجية
- أوميت كوركماز على موقع الاتحاد الدولي (مؤرشف)  (الإنجليزية)
- أوميت كوركماز على موقع الاتحاد الأوربي (الإنجليزية)
- أوميت كوركماز على موقع اتحاد تركيا (لاعب) (الإنجليزية)
- أوميت كوركماز على موقع قاعدة بيانات كرة القدم.إي يو (الإنجليزية)
- أوميت كوركماز على موقع بيانات كرة القدم. دي إي (الألمانية)
- أوميت كوركماز على موقع ناشيونال فوتبول تيمز (الإنجليزية)
- أوميت كوركماز على موقع Soccerway.com (الإنجليزية)
- أوميت كوركماز على موقع عالم كرة القدم.نت (الإنجليزية)